# 佐瑟沙朗
佐瑟沙朗，马来西亚从政者，为砂拉越人民党主席，曾任马来西亚新闻、通讯与文化部第一副部长（2009－2013）、马来西亚能源、水源与通讯部长副部长（2008－2009）、马来西亚外交部副部长（2004－2008）等职。他也曾担任四届如楼（1999－2018）国会议员。

## 政治生涯
佐瑟沙朗從政之前是為銀行職員，1999年初次當選国会议员，他原先是砂拉越达雅党（PBDS）的議員及副主席，2008年大選後，加入砂拉越人民党，歷任外交部副部長，能源、水務和通訊部副部長，2009年4月，他被任命為新闻、通讯与文化部第一副部长，2013年大選後，受委任為旅遊與文化部副部長，但他認為此職位屬“花瓶”，無決策及分配撥款權，而拒絕受委任。2016年砂人民黨（PRS）改選，原任職副主席的約瑟沙朗尋求更上一層樓，問鼎暑理主席職位但失敗，後被委任為該黨秘書長。2018年马来西亚大选中，他败于独立人士孙伟瑄。